# 2016 - L'anno della Trap
2016 - L'anno della Trap è una miniserie documentaristica, ideata e prodotta da Esse Magazine e trasmessa il 16 settembre 2022 su Nove e Discovery+.

## Trama
La serie vede il rapper italiano Jake La Furia nelle vesti di narratore, e ripercorre tramite gli interventi di molti artisti della scena rap l'ascesa della Trap nel 2016. Infatti in quell'anno grazie ad artisti come Sfera Ebbasta, Ghali, Tedua, Izi, Ernia e Rkomi tale genere iniziò a dominare le classifiche italiane, dando inizio all'ascesa del movimento hip hop italiano.

## Personaggi
- Jake La Furia
- Fabri Fibra
- Rkomi
- Emis Killa
- Ernia
- Madame
- Bresh
- Vegas Jones
- Paola Zukar
- Slait
- Luchè
- Wad

## Distribuzione
La serie è stata distribuita il 16 settembre su Discovery+, e in anteprima televisiva su Nove. Il trailer della serie è stato distribuito il 5 settembre 2022 da Esse Magazine.